# Perucho (Quito)
Perucho ist eine Ortschaft und eine Parroquia rural („ländliches Kirchspiel“) im Kanton Quito der ecuadorianischen Provinz Pichincha. Die Parroquia Perucho gehört zur Verwaltungszone Eugenio Espejo. Die Parroquia besitzt eine Fläche von 9,73 km². Die Einwohnerzahl lag im Jahr 2010 bei 789.

## Lage
Die Parroquia Perucho liegt in den Anden im nordzentralen Teil der Provinz Pichincha. Der Río Guayllabamba fließt entlang der südwestlichen Verwaltungsgrenze nach Nordwesten. Dessen rechter Nebenfluss Río Cubi begrenzt das Areal im Nordwesten. Das Gebiet liegt in Höhen zwischen 1500 m und 2500 m. Der etwa 1800 m hoch gelegene Hauptort befindet sich 37 km nordnordöstlich vom Stadtzentrum von Quito.
Die Parroquia Perucho grenzt im äußersten Nordwesten an die Parroquia San José de Minas, im zentralen und im östlichen Norden an die Parroquia Chavezpamba, im Süden an die Parroquia Puéllaro sowie im Südwesten an die Parroquia San Antonio de Pichincha.

## Geschichte
Perucho geht auf eine Gründung im Jahr 1534 zurück. Im Jahr 1542 wurde der Name in „San Miguel de Perucho“ geändert. Ab 1861 trennten sich mehrere Gebiete von Perucho und bilden seither eigenständige Parroquias rurales, darunter San José de Minas, Puéllaro, Atahualpa und Chavezpamba.